# Колледара
Колледара (італ. Colledara) — муніципалітет в Італії, у регіоні Абруццо,  провінція Терамо.
Колледара розташована на відстані близько 125 км на північний схід від Рима, 31 км на північний схід від Л'Аквіли, 15 км на південь від Терамо.
Населення — 2222 особи (2014).
Щорічний фестиваль відбувається у понеділок після Великодня. Покровитель — Madonna di Costantinopoli.

## Демографія
Населення за роками:

Станом на 1 січня 2023 року в муніципалітеті офіційно проживав 71 іноземець з 14 країн, серед них 46 громадян країн Євросоюзу та 7 громадян України.

## Сусідні муніципалітети
- Башано
- Кастель-Кастанья
- Ізола-дель-Гран-Сассо-д'Італія
- Монторіо-аль-Вомано
- Тоссічія